# 2012 TC4
2012 TC4 er en nærjords-asteroide af Apollo-typen, der er ca. 20 m i diameter. Den 12. okt. 2017 kl. 05:42 UTC passerede asteroiden Jorden i en afstand af kun 0,00033524 AE (50.150 km), ca. 25% af afstanden til Månen. 2012 TC4 blev opdaget i oktober 2012 af Pan-STARRS-1, Haleakala, Hawaii, da den også passerede indenfor en måneafstand fra Jorden. Det er den første observerede asteroide der har gjort dette to gange. Da den ikke er særlig stor har den været svær at følge, men det lykkedes astronomerne på ESAs Very Large Telescope i Chile at opdage den igen den 27. juli 2017.